# Дейв Карпа
Дейв Карпа (англ. Dave Karpa, нар. 7 травня 1971, Реджайна) — канадський хокеїст, що грав на позиції захисника.

## Ігрова кар'єра
Професійну хокейну кар'єру розпочав 1992 року.
1991 року був обраний на драфті НХЛ під 68-м загальним номером командою «Квебек Нордікс». 
Протягом професійної клубної ігрової кар'єри, що тривала 15 років, захищав кольори команд «Квебек Нордікс», «Анагайм Дакс», «Кароліна Гаррікейнс» та «Нью-Йорк Рейнджерс».

## Кар'єра тренера
З 19 травня 2015 ассистент головного тренера клубу «Флінт Фаєрбердс» (ОХЛ). Через конфлікт з президентом клубу його разом з головним тренером Джоном Груденом було звільнено з посади, а згодом відновлено. 17 лютого 2016, Карпа був знову звільнений з тренерської посади «Фаєрбердс».
8 серпня 2016 призначений головним тренером та генеральним менеджером клубу «Піорія Мустангс». У клубі він відпрацював один сезон.